# Vòng loại Cúp bóng đá châu Á 2019 (Vòng 3)
Vòng 3 của vòng loại Cúp bóng đá châu Á 2019 diễn ra từ ngày 28 tháng 3 năm 2017 đến ngày 27 tháng 3 năm 2018.

## Thể thức
Ở vòng đấu này, có tổng cộng 24 đội tham dự được chia làm 6 bảng 4 đội, lấy 2 đội đứng đầu mỗi bảng giành quyền tham dự vòng chung kết.

## Các đội tuyển tham dự
Các đội tuyển từ vòng 2
| Bảng | Hạng nhì (4 đội kém nhất) | Hạng ba      | Hạng tư (4 đội tốt nhất) |
| ---- | ------------------------- | ------------ | ------------------------ |
| A    | —                         | Palestine    | —                        |
| B    | Jordan                    | Kyrgyzstan   | —                        |
| C    | —                         | Hồng Kông    | —                        |
| D    | Oman                      | Turkmenistan | Guam                     |
| E    | —                         | Singapore    | Afghanistan              |
| F    | —                         | Việt Nam     | —                        |
| G    | Liban                     | Kuwait       | Myanmar                  |
| H    | CHDCND Triều Tiên         | Philippines  | Bahrain                  |

Ghi chú
1. ↑  Guam bỏ cuộc vì không đủ kinh phí.[3][4] Hiệp hội bóng đá toàn Nepal vào ngày 27 tháng 12 năm 2016 thông báo họ chấp nhận đề nghị thay thế Guam từ phía AFC.[5]
2. ↑  Hiệp hội bóng đá Kuwait vẫn trong thời gian chịu án cấm từ FIFA.[6] Kuwait phải chờ tới 11 tháng 1 năm 2017 mới biết họ có được dỡ bỏ lệnh cấm hay không,[7][8] nhưng họ vẫn tiếp tục bị cấm và được thay bằng Ma Cao.[9][10]

Các đội tuyển từ vòng play-off
| Đội thắng vòng 1 |
| ---------------- |
| Campuchia        |
| Yemen            |
| Tajikistan       |
| Malaysia         |
| Ấn Độ            |

| Đội thắng vòng 2  |
| ----------------- |
| Maldives          |
| Bhutan            |
| Đài Bắc Trung Hoa |

Các đội tuyển từ Cúp đoàn kết
Do sự rút lui của Guam và án cấm của Kuwait, AFC đã mời Nepal và Ma Cao, hai đội đứng đầu của Cúp bóng đá đoàn kết châu Á 2016, tham dự vòng loại Cúp bóng đá châu Á 2019 để thay thế, đồng thời đảm bảo có đủ 24 đội tuyển tại vòng 3.
| Trận chung kết           |
| ------------------------ |
| Nepal (thay thế Guam)    |
| Ma Cao (thay thế Kuwait) |

## Bốc thăm
Lễ bốc thăm vòng 3 đã được tổ chức vào lúc 16:00 GST (UTC+4) ngày 23 tháng 1 năm 2017 ở Abu Dhabi, Các Tiểu vương quốc Ả Rập Thống nhất. Buổi lễ được dự định diễn ra vào ngày 18 tháng 1 năm 2017, nhưng đã bì hoãn.
Tổng cộng 24 đội đã được bốc thăm chia thành sáu bảng 4 đội. Bảng xếp hạng FIFA tháng 1 năm 2017 đã được sử dụng để phân loại các đội tuyển vào các nhóm hạt giống tương ứng (thứ hạng được chỉ ra trong dấu ngoặc đơn bên dưới).
Các đội tuyển vượt qua vòng loại cuối cùng được thể hiện bằng chữ in đậm.
| Nhóm 1 | Nhóm 2 | Nhóm 3 | Nhóm 4                                                                                                 |
| --- | --- | --- | --- |
| 1. Jordan (107) 2. Oman (118) 3. Philippines (122) 4. Bahrain (123) 5. Kyrgyzstan (124) 6. CHDCND Triều Tiên (125) | 1. Ấn Độ (129) 2. Palestine (131) 3. Tajikistan (132) 4. Việt Nam (136) 5. Hồng Kông (140) 6. Turkmenistan (143) | 1. Maldives (145) 2. Liban (148) 3. Yemen (149) 4. Afghanistan (151) 5. Đài Bắc Trung Hoa (157) 6. Myanmar (159) | 1. Malaysia (161) 2. Singapore (165) 3. Campuchia (172) 4. Nepal (175) 5. Bhutan (176) 6. Ma Cao (184) |

## Lịch thi đấu
Dưới đây là lịch thi đấu của các lượt đấu.
| Lượt đấu   | Các ngày             | Các trận đấu |
| ---------- | -------------------- | ------------ |
| Lượt đấu 1 | 28 tháng 3 năm 2017  | 1 v 4, 3 v 2 |
| Lượt đấu 2 | 13 tháng 6 năm 2017  | 4 v 3, 2 v 1 |
| Lượt đấu 3 | 5 tháng 9 năm 2017   | 4 v 2, 1 v 3 |
| Lượt đấu 4 | 10 tháng 10 năm 2017 | 2 v 4, 3 v 1 |
| Lượt đấu 5 | 14 tháng 11 năm 2017 | 4 v 1, 2 v 3 |
| Lượt đấu 6 | 27 tháng 3 năm 2018  | 1 v 2, 3 v 4 |

## Vòng bảng
Các tiêu chí
Các đội được xếp hạng theo điểm (3 điểm cho 1 trận thắng, 1 điểm cho 1 trận hòa, 0 điểm cho 1 trận thua), và nếu bằng điểm, các tiêu chí sau đây được áp dụng theo thứ tự, để xác định thứ hạng (Quy định mục 9.3):
1. Điểm trong các trận đối đầu trực tiếp giữa các đội bằng điểm;
2. Hiệu số bàn thắng thua trong các trận đối đầu trực tiếp giữa các đội bằng điểm;
3. Số bàn thắng ghi được trong các trận đối đầu trực tiếp giữa các đội bằng điểm;
4. Số bàn thắng sân khách ghi được trong các trận đối đầu trực tiếp giữa các đội bằng điểm;
5. Nếu có nhiều hơn hai đội bằng điểm, và sau khi áp dụng tất cả các tiêu chí đối đầu ở trên, một nhóm nhỏ các đội vẫn còn bằng điểm nhau, tất cả các tiêu chí đối đầu ở trên được áp dụng lại cho riêng nhóm này;
6. Hiệu số bàn thắng thua trong tất cả các trận đấu bảng;
7. Số bàn thắng ghi được trong tất cả các trận đấu bảng;
8. Sút luân lưu nếu chỉ có hai đội bằng điểm và họ gặp nhau trong trận cuối cùng của bảng;
9. Điểm kỷ luật (thẻ vàng = –1 điểm, thẻ đỏ gián tiếp (2 thẻ vàng) = –3 điểm, thẻ đỏ trực tiếp = –3 điểm, thẻ vàng và thẻ đỏ trực tiếp = –4 điểm);
10. Bốc thăm.

### Bảng A
| VT | Đội        | ST | T | H | B | BT | BB | HS  | Đ  | Giành quyền tham dự |     |     |     |     |     |
| -- | ---------- | -- | - | - | - | -- | -- | --- | -- | ------------------- | --- | --- | --- | --- | --- |
| 1  | Ấn Độ      | 6  | 4 | 1 | 1 | 11 | 5  | +6  | 13 | Vòng chung kết      |     |     | 1–0 | 2–2 | 4–1 |
| 2  | Kyrgyzstan | 6  | 4 | 1 | 1 | 14 | 8  | +6  | 13 | Vòng chung kết      |     | 2–1 |     | 5–1 | 1–0 |
| 3  | Myanmar    | 6  | 2 | 2 | 2 | 10 | 10 | 0   | 8  |                     |     | 0–1 | 2–2 |     | 1–0 |
| 4  | Ma Cao     | 6  | 0 | 0 | 6 | 4  | 16 | −12 | 0  |                     | 0–2 | 3–4 | 0–4 |     |     |

| Myanmar | 0–1      | Ấn Độ           |
| ------- | -------- | --------------- |
|         | Chi tiết | - Chhetri 90+1' |

| Kyrgyzstan     | 1–0      | Ma Cao |
| -------------- | -------- | ------ |
| - Baymatov 70' | Chi tiết |        |

| Ma Cao | 0–4      | Myanmar                                                 |
| ------ | -------- | ------------------------------------------------------- |
|        | Chi tiết | - Sithu Aung 4', 62' - Kyaw Ko Ko 30' - Min Min Thu 74' |

| Ấn Độ         | 1–0      | Kyrgyzstan |
| ------------- | -------- | ---------- |
| - Chhetri 69' | Chi tiết |            |

| Ma Cao | 0–2      | Ấn Độ               |
| ------ | -------- | ------------------- |
|        | Chi tiết | - B. Singh 57', 82' |

| Myanmar                           | 2–2      | Kyrgyzstan                            |
| --------------------------------- | -------- | ------------------------------------- |
| - Aung Thu 52' - Kyaw Ko Ko 90+2' | Chi tiết | - Zemlianukhin 4' (ph.đ.) - Maier 49' |

| Ấn Độ                                                                    | 4–1      | Ma Cao       |
| ------------------------------------------------------------------------ | -------- | ------------ |
| - Borges 28' - Chhetri 60' - Lâm Gia Thịnh 70' (l.n.) - Lalpekhlua 90+2' | Chi tiết | - Torrão 37' |

| Ma Cao                                                     | 3–4      | Kyrgyzstan                                              |
| ---------------------------------------------------------- | -------- | ------------------------------------------------------- |
| - Trần Phách Xuân 72' - Torrão 79' (ph.đ.) - Fernandes 87' | Chi tiết | - Zemlianukhin 25' (ph.đ.), 55' - Lux 36' - Murzaev 84' |

| Ấn Độ                                  | 2–2      | Myanmar                            |
| -------------------------------------- | -------- | ---------------------------------- |
| - Chhetri 13' (ph.đ.) - Lalpekhlua 69' | Chi tiết | - Yan Naing Oo 1' - Kyaw Ko Ko 19' |

| Kyrgyzstan                                                      | 5–1      | Myanmar          |
| --------------------------------------------------------------- | -------- | ---------------- |
| - Shamshiev 2' - Zemlianukhin 5', 63' - Lux 74' - Sagynbaev 87' | Chi tiết | - Kyaw Ko Ko 83' |

| Myanmar       | 1–0      | Ma Cao |
| ------------- | -------- | ------ |
| - Kyi Lin 74' | Chi tiết |        |

| Kyrgyzstan                      | 2–1      | Ấn Độ            |
| ------------------------------- | -------- | ---------------- |
| - Zemlianukhin 2' - Murzaev 72' | Chi tiết | - Lalpekhlua 87' |

### Bảng B
| VT | Đội               | ST | T | H | B | BT | BB | HS  | Đ  | Giành quyền tham dự |     |     |     |     |     |
| -- | ----------------- | -- | - | - | - | -- | -- | --- | -- | ------------------- | --- | --- | --- | --- | --- |
| 1  | Liban             | 6  | 5 | 1 | 0 | 14 | 4  | +10 | 16 | Vòng chung kết      |     |     | 5–0 | 2–0 | 2–1 |
| 2  | CHDCND Triều Tiên | 6  | 3 | 2 | 1 | 13 | 10 | +3  | 11 | Vòng chung kết      |     | 2–2 |     | 2–0 | 4–1 |
| 3  | Hồng Kông         | 6  | 1 | 2 | 3 | 4  | 7  | −3  | 5  |                     |     | 0–1 | 1–1 |     | 2–0 |
| 4  | Malaysia          | 6  | 0 | 1 | 5 | 5  | 15 | −10 | 1  |                     | 1–2 | 1–4 | 1–1 |     |     |

| Liban                       | 2–0      | Hồng Kông |
| --------------------------- | -------- | --------- |
| - Ghaddar 27' - Maatouk 34' | Chi tiết |           |

| Hồng Kông            | 1–1      | CHDCND Triều Tiên |
| -------------------- | -------- | ----------------- |
| - Đàm Xuân Lạc 45+1' | Chi tiết | - Kim Yu-Song 46' |

| Malaysia     | 1–2      | Liban              |
| ------------ | -------- | ------------------ |
| - Mahali 43' | Chi tiết | - Ataya 79', 90+4' |

| CHDCND Triều Tiên                   | 2–2      | Liban                         |
| ----------------------------------- | -------- | ----------------------------- |
| - Kim Yu-Song 23' - Ri Yong-Jik 87' | Chi tiết | - Mansour 47' - Maatouk 90+4' |

| Malaysia     | 1–1      | Hồng Kông    |
| ------------ | -------- | ------------ |
| - Zainon 56' | Chi tiết | - Sandro 53' |

| Hồng Kông                | 2–0      | Malaysia |
| ------------------------ | -------- | -------- |
| - Tarrés 44' - McKee 49' | Chi tiết |          |

| Liban                                                              | 5–0      | CHDCND Triều Tiên |
| ------------------------------------------------------------------ | -------- | ----------------- |
| - El-Helwe 20' - Maatouk 24' - Ayass 49' - Hamam 79' - Ataya 90+1' | Chi tiết |                   |

| CHDCND Triều Tiên                                                                     | 4–1      | Malaysia     |
| ------------------------------------------------------------------------------------- | -------- | ------------ |
| - Pak Kwang-Ryong 12' (ph.đ.) - Kim Yu-Song 42' - Kim Kyong-il 48' - Jong Il-gwan 59' | Chi tiết | - Safawi 66' |

| Malaysia     | 1–4      | CHDCND Triều Tiên                                 |
| ------------ | -------- | ------------------------------------------------- |
| - Safawi 85' | Chi tiết | - Kim Yu-Song 15', 20', 44' - Pak Kwang-Ryong 79' |

| Hồng Kông | 0–1      | Liban                 |
| --------- | -------- | --------------------- |
|           | Chi tiết | - Maatouk 43' (ph.đ.) |

| CHDCND Triều Tiên                        | 2–0      | Hồng Kông |
| ---------------------------------------- | -------- | --------- |
| - Jong Il-gwan 19' - Pak Kwang-Ryong 25' | Chi tiết |           |

| Liban                                  | 2–1      | Malaysia     |
| -------------------------------------- | -------- | ------------ |
| - Maatouk 18' (ph.đ.) - El-Helwe 90+4' | Chi tiết | - Syafiq 72' |

### Bảng C
| VT | Đội         | ST | T | H | B | BT | BB | HS  | Đ  | Giành quyền tham dự |     |     |     |     |     |
| -- | ----------- | -- | - | - | - | -- | -- | --- | -- | ------------------- | --- | --- | --- | --- | --- |
| 1  | Jordan      | 6  | 3 | 3 | 0 | 16 | 5  | +11 | 12 | Vòng chung kết      |     |     | 1–1 | 4–1 | 7–0 |
| 2  | Việt Nam    | 6  | 2 | 4 | 0 | 9  | 3  | +6  | 10 | Vòng chung kết      |     | 0–0 |     | 0–0 | 5–0 |
| 3  | Afghanistan | 6  | 1 | 3 | 2 | 7  | 10 | −3  | 6  |                     |     | 3–3 | 1–1 |     | 2–1 |
| 4  | Campuchia   | 6  | 1 | 0 | 5 | 3  | 17 | −14 | 3  |                     | 0–1 | 1–2 | 1–0 |     |     |

| Afghanistan | 1–1      | Việt Nam              |
| ----------- | -------- | --------------------- |
| - Amin 69'  | Chi tiết | - Nguyễn Văn Toàn 64' |

| Jordan                                                                                 | 7–0      | Campuchia |
| -------------------------------------------------------------------------------------- | -------- | --------- |
| - Al-Dardour 12', 21', 87' - Al-Bakhit 47' - Al-Saify 61' - Samir 62' - Al-Taamari 90' | Chi tiết |           |

| Campuchia       | 1–0      | Afghanistan |
| --------------- | -------- | ----------- |
| - Mony Udom 59' | Chi tiết |             |

| Việt Nam | 0–0      | Jordan |
| -------- | -------- | ------ |
|          | Chi tiết |        |

| Campuchia            | 1–2      | Việt Nam                                     |
| -------------------- | -------- | -------------------------------------------- |
| - Chan Vathanaka 10' | Chi tiết | - Nguyễn Văn Quyết 4' - Nguyễn Quang Hải 81' |

| Jordan                                                               | 4–1      | Afghanistan         |
| -------------------------------------------------------------------- | -------- | ------------------- |
| - Murjan 24' - Al-Saify 33' - Al-Bakhit 45' (ph.đ.) - Al-Dardour 89' | Chi tiết | - Amiri 73' (ph.đ.) |

| Afghanistan                                            | 3–3      | Jordan                                                    |
| ------------------------------------------------------ | -------- | --------------------------------------------------------- |
| - Al-Souliman 15' (l.n.) - Islam Amiri 64' - Amani 81' | Chi tiết | - Abu Amarah 40' - Al-Saify 43' (ph.đ.) - Al-Souliman 86' |

| Việt Nam | 5–0      | Campuchia |
| --- | -------- | --------- |
| - Đinh Thanh Trung 13' - Nguyễn Văn Quyết 56' - Nguyễn Anh Đức 60' - Nguyễn Công Phượng 76' - Mạc Hồng Quân 90+2' | Chi tiết |           |

| Campuchia | 0–1      | Jordan           |
| --------- | -------- | ---------------- |
|           | Chi tiết | - Abu Amarah 17' |

| Việt Nam | 0–0      | Afghanistan |
| -------- | -------- | ----------- |
|          | Chi tiết |             |

| Afghanistan     | 2–1      | Campuchia    |
| --------------- | -------- | ------------ |
| Sharza 26', 45' | Chi tiết | Laboravy 70' |

| Jordan           | 1–1      | Việt Nam             |
| ---------------- | -------- | -------------------- |
| - Abu Amarah 71' | Chi tiết | - Nguyễn Anh Đức 24' |

### Bảng D
| VT | Đội       | ST | T | H | B | BT | BB | HS  | Đ  | Giành quyền tham dự |     |     |     |     |      |
| -- | --------- | -- | - | - | - | -- | -- | --- | -- | ------------------- | --- | --- | --- | --- | ---- |
| 1  | Oman      | 6  | 5 | 0 | 1 | 28 | 5  | +23 | 15 | Vòng chung kết      |     |     | 1–0 | 5–0 | 14–0 |
| 2  | Palestine | 6  | 5 | 0 | 1 | 25 | 3  | +22 | 15 | Vòng chung kết      |     | 2–1 |     | 8–1 | 10–0 |
| 3  | Maldives  | 6  | 2 | 0 | 4 | 11 | 19 | −8  | 6  |                     |     | 1–3 | 0–3 |     | 7–0  |
| 4  | Bhutan    | 6  | 0 | 0 | 6 | 2  | 39 | −37 | 0  |                     | 2–4 | 0–2 | 0–2 |     |      |

| Oman | 14–0     | Bhutan |
| --- | -------- | ------ |
| - Al-Muqbali 2', 35', 40', 43', 68', 85' - Al-Mahaijri 25' - Al-Khaldi 30' - Mabrook 44' - Basnet 54' (l.n.) - Al-Hajri 70', 74', 90+1' (ph.đ.), 90+2' | Chi tiết |        |

| Maldives | 0–3      | Palestine                           |
| -------- | -------- | ----------------------------------- |
|          | Chi tiết | - Maher 62', 65' - Abu Nahyeh 90+2' |

| Bhutan | 0–2      | Maldives                              |
| ------ | -------- | ------------------------------------- |
|        | Chi tiết | - Fasir 42' (ph.đ.) - Ah. Abdulla 75' |

| Palestine                    | 2–1      | Oman              |
| ---------------------------- | -------- | ----------------- |
| - Cantillana 13' - Pinto 21' | Chi tiết | - Al-Mahaijri 45' |

| Bhutan | 0–2      | Palestine                   |
| ------ | -------- | --------------------------- |
|        | Chi tiết | - Pinto 51' - Bahdari 90+5' |

| Oman                                                                            | 5–0      | Maldives |
| ------------------------------------------------------------------------------- | -------- | -------- |
| - Al-Khaldi 5' - Al-Hajri 58' - Al-Yahyaei 69' - Al-Yahmadi 86' - Al-Hasani 88' | Chi tiết |          |

| Palestine | 10–0     | Bhutan |
| --- | -------- | ------ |
| - Bahdari 4', 39', 44' - Jaber 6' - Seyam 22' - Maraaba 30' - Salem 48' (ph.đ.) - Natour 60' - Cantillana 63', 70' | Chi tiết |        |

| Maldives    | 1–3      | Oman                                              |
| ----------- | -------- | ------------------------------------------------- |
| - Fasir 24' | Chi tiết | - Al-Hajri 15' - Ali 19' (l.n.) - Al-Mahaijri 57' |

| Bhutan                           | 2–4      | Oman                                                          |
| -------------------------------- | -------- | ------------------------------------------------------------- |
| - Tshering 59' - Gyeltshen 90+3' | Chi tiết | - Al-Hasani 48' - Ibrahim 76' - Al-Hajri 86' - Al-Ruzaiqi 89' |

| Palestine                                                                          | 8–1      | Maldives     |
| ---------------------------------------------------------------------------------- | -------- | ------------ |
| - Yousef 6', 33' - Faisal 16' (l.n.) - Maraaba 30', 53', 54', 59' - Cantillana 56' | Chi tiết | - Hassan 52' |

| Oman           | 1–0      | Palestine |
| -------------- | -------- | --------- |
| - Al-Hajri 88' | Chi tiết |           |

| Maldives                                                                    | 7–0      | Bhutan |
| --------------------------------------------------------------------------- | -------- | ------ |
| - H Mohamed 35' - N Hassan 66', 68', 77', 81' - I Hassan 69' - Yoosuf 90+3' | Chi tiết |        |

### Bảng E
| VT | Đội               | ST | T | H | B | BT | BB | HS  | Đ  | Giành quyền tham dự |     |     |     |     |     |
| -- | ----------------- | -- | - | - | - | -- | -- | --- | -- | ------------------- | --- | --- | --- | --- | --- |
| 1  | Bahrain           | 6  | 4 | 1 | 1 | 15 | 3  | +12 | 13 | Vòng chung kết      |     |     | 4–0 | 5–0 | 0–0 |
| 2  | Turkmenistan      | 6  | 3 | 1 | 2 | 9  | 10 | −1  | 10 | Vòng chung kết      |     | 1–2 |     | 2–1 | 2–1 |
| 3  | Đài Bắc Trung Hoa | 6  | 3 | 0 | 3 | 7  | 12 | −5  | 9  |                     |     | 2–1 | 1–3 |     | 1–0 |
| 4  | Singapore         | 6  | 0 | 2 | 4 | 3  | 9  | −6  | 2  |                     | 0–3 | 1–1 | 1–2 |     |     |

| Đài Bắc Trung Hoa             | 1–3      | Turkmenistan                                                |
| ----------------------------- | -------- | ----------------------------------------------------------- |
| - Trần Bá Lương 45+2' (ph.đ.) | Chi tiết | - Annadurdyýew 23' - Mingazow 24' - Trần Hạ Xuân 83' (l.n.) |

| Bahrain | 0–0      | Singapore |
| ------- | -------- | --------- |
|         | Chi tiết |           |

| Singapore   | 1–2      | Đài Bắc Trung Hoa                     |
| ----------- | -------- | ------------------------------------- |
| - Hariss 6' | Chi tiết | - Xavier Chen 31' - Trần Triệu An 60' |

| Turkmenistan   | 1–2      | Bahrain                      |
| -------------- | -------- | ---------------------------- |
| - Ýagşyýew 86' | Chi tiết | - Al Romaihi 55' - Yaser 80' |

| Singapore    | 1–1      | Turkmenistan       |
| ------------ | -------- | ------------------ |
| - Shakir 63' | Chi tiết | - Annadurdyýew 82' |

| Bahrain                                                         | 5–0      | Đài Bắc Trung Hoa |
| --------------------------------------------------------------- | -------- | ----------------- |
| - Al-Aswad 11' - Madan 45+4' - Abduljabbar 56', 89' - Helal 74' | Chi tiết |                   |

| Đài Bắc Trung Hoa                       | 2–1      | Bahrain                   |
| --------------------------------------- | -------- | ------------------------- |
| - Trần Bá Lương 90' - Trần Hạo Vỹ 90+3' | Chi tiết | - Abdul-Latif 19' (ph.đ.) |

| Turkmenistan             | 2–1      | Singapore   |
| ------------------------ | -------- | ----------- |
| - Orazsähedow 18', 90+3' | Chi tiết | - Irfan 27' |

| Turkmenistan                      | 2–1      | Đài Bắc Trung Hoa           |
| --------------------------------- | -------- | --------------------------- |
| - Ýagşyýew 22' - Annadurdyýew 40' | Chi tiết | - Trần Bá Lương 88' (ph.đ.) |

| Singapore | 0–3      | Bahrain                             |
| --------- | -------- | ----------------------------------- |
|           | Chi tiết | - Abduljabbar 65', 84' - Rashid 81' |

| Đài Bắc Trung Hoa   | 1–0      | Singapore |
| ------------------- | -------- | --------- |
| - Trần Bá Lương 37' | Chi tiết |           |

| Bahrain                                   | 4–0      | Turkmenistan |
| ----------------------------------------- | -------- | ------------ |
| - Helal 12', 24' - Hashim 64' - Yaser 67' | Chi tiết |              |

### Bảng F
| VT | Đội         | ST | T | H | B | BT | BB | HS | Đ  | Giành quyền tham dự |     |     |     |     |     |
| -- | ----------- | -- | - | - | - | -- | -- | -- | -- | ------------------- | --- | --- | --- | --- | --- |
| 1  | Philippines | 6  | 3 | 3 | 0 | 13 | 8  | +5 | 12 | Vòng chung kết      |     |     | 2–2 | 2–1 | 4–1 |
| 2  | Yemen       | 6  | 2 | 4 | 0 | 7  | 5  | +2 | 10 | Vòng chung kết      |     | 1–1 |     | 2–1 | 2–1 |
| 3  | Tajikistan  | 6  | 2 | 1 | 3 | 10 | 9  | +1 | 7  |                     |     | 3–4 | 0–0 |     | 3–0 |
| 4  | Nepal       | 6  | 0 | 2 | 4 | 3  | 11 | −8 | 2  |                     | 0–0 | 0–0 | 1–2 |     |     |

| Philippines                                                  | 4–1      | Nepal       |
| ------------------------------------------------------------ | -------- | ----------- |
| - P. Younghusband 21' (ph.đ.), 23' - Ramsay 27' - Patiño 73' | Chi tiết | - Rai 45+1' |

| Yemen                                  | 2–1      | Tajikistan     |
| -------------------------------------- | -------- | -------------- |
| - D. Ergashev 41' (l.n.) - Al-Sasi 63' | Chi tiết | - Umarbayev 9' |

| Nepal | 0–0      | Yemen |
| ----- | -------- | ----- |
|       | Chi tiết |       |

| Tajikistan                                           | 3–4      | Philippines                                        |
| ---------------------------------------------------- | -------- | -------------------------------------------------- |
| - Umarbayev 57' (ph.đ.) - Vasiev 61' - Dzhalilov 90' | Chi tiết | - P. Younghusband 28' - Patiño 41', 48' - Sato 79' |

| Nepal       | 1–2      | Tajikistan                   |
| ----------- | -------- | ---------------------------- |
| - Magar 61' | Chi tiết | - Dzhalilov 25' - Vasiev 29' |

| Philippines                                 | 2–2      | Yemen                           |
| ------------------------------------------- | -------- | ------------------------------- |
| - P. Younghusband 30' - J. Younghusband 71' | Chi tiết | - Al-Radaei 27' - Al-Matari 55' |

| Tajikistan                                                     | 3–0      | Nepal |
| -------------------------------------------------------------- | -------- | ----- |
| - Davronov 21' (ph.đ.) - Umarbayev 60' (ph.đ.) - Dzhalilov 87' | Chi tiết |       |

| Yemen     | 1–1      | Philippines |
| --------- | -------- | ----------- |
| - Ali 63' | Chi tiết | - Ott 89'   |

| Nepal | 0–0      | Philippines |
| ----- | -------- | ----------- |
|       | Chi tiết |             |

| Tajikistan | 0–0      | Yemen |
| ---------- | -------- | ----- |
|            | Chi tiết |       |

| Philippines                                   | 2–1      | Tajikistan            |
| --------------------------------------------- | -------- | --------------------- |
| - Ingreso 74' - P. Younghusband 90+1' (ph.đ.) | Chi tiết | - Nazarov 64' (ph.đ.) |

| Yemen                        | 2–1      | Nepal               |
| ---------------------------- | -------- | ------------------- |
| - Al-Matari 24', 84' (ph.đ.) | Chi tiết | - N. Shrestha 45+1' |

## Cầu thủ ghi bàn
8 bàn
- Khalid Al-Hajri

6 bàn
- Anton Zemlianukhin
- Kim Yu-Song
- Abdul Aziz Al-Muqbali

5 bàn
- Hassan Maatouk
- Naiz Hassan
- Sameh Maraaba
- Phil Younghusband

4 bàn
- Mahdi Abduljabbar
- Trần Bá Lương
- Hamza Al-Dardour
- Kyaw Ko Ko
- Abdelatif Bahdari
- Jonathan Cantillana
- Sunil Chhetri

3 bàn
- Abdulla Yusuf Helal
- Jeje Lalpekhlua
- Munther Abu Amarah
- Odai Al-Saify
- Rabih Ataya
- Pak Kwang-Ryong
- Ahmed Mubarak Al-Mahaijri
- Javier Patiño
- Manuchekhr Dzhalilov
- Parvizdzhon Umarbayev
- Altymyrat Annadurdyýew
- Abdulwasea Al-Matari

2 bàn
- Jabar Sharza
- Abdulla Yaser
- Hilal El-Helwe
- Balwant Singh
- Yaseen Al-Bakhit
- Mirlan Murzaev
- Vitalij Lux
- Niki Torrão
- Safawi Rasid
- Ali Fasir
- Sithu Aung
- Jong Il-gwan
- Sami Al-Hasani
- Mohsin Al-Khaldi
- Ahmad Maher Wridat
- Yashir Pinto
- Mahmoud Yousef
- Dilshod Vasiev
- Myrat Ýagşyýew
- Wahyt Orazsähedow
- Nguyễn Anh Đức
- Nguyễn Văn Quyết

1 bàn
- Hassan Amin
- Khaibar Amani
- Zohib Islam Amiri
- Zubayr Amiri
- Ali Jaafar Mohamed Madan
- Ismail Abdullatif
- Komail Al-Aswad
- Mohamed Al Romaihi
- Sayed Reda Issa Hashim
- Jamal Rashid
- Chencho Gyeltshen
- Karma Shedrup Tshering
- Prak Mony Udom
- Chan Vathanaka
- Khoun Laboravy
- Trần Hạo Vỹ
- Trần Triệu An
- Xavier Chen
- Alessandro Ferreira Leonardo
- Jaimes McKee
- Đàm Xuân Lạc
- Jordi Tarrés
- Rowllin Borges
- Mohannad Al-Souliman
- Musa Al-Taamari
- Saeed Murjan
- Ahmed Samir
- Azamat Baymatov
- Viktor Maier
- Bekzhan Sagynbaev
- Islam Shamshiev
- Ali Hamam
- Mohammed Ghaddar
- Nour Mansour
- Samir Ayass
- Trần Phách Xuân
- Carlos Fernandes
- Mahali Jasuli
- Syafiq Ahmad
- Syazwan Zainon
- Ahmed Abdulla
- Hamza Mohamed
- Hussain Sifaau Yoosuf
- Ibrahim Waheed Hassan
- Aung Thu
- Min Min Thu
- Kyi Lin
- Yan Naing Oo
- Bimal Gharti Magar
- Bishal Rai
- Nawayug Shrestha
- Kim Yong-il
- Ri Yong-Jik
- Sami Al-Hasani
- Said Al-Ruzaiqi
- Jameel Al-Yahmadi
- Salaah Al-Yahyaei
- Raed Ibrahim Saleh
- Nadir Mabrook
- Ahmad Abu Nahyeh
- Abdullah Jaber
- Mohammad Natour
- Khaled Salem
- Tamer Seyam
- Kevin Ingreso
- Mike Ott
- Iain Ramsay
- Daisuke Sato
- James Younghusband
- Irfan Fandi
- Shakir Hamzah
- Hariss Harun
- Nuriddin Davronov
- Akhtam Nazarov
- Ruslan Mingazow
- Đinh Thanh Trung
- Mạc Hồng Quân
- Nguyễn Công Phượng
- Nguyễn Quang Hải
- Nguyễn Văn Toàn
- Ala Al-Sasi
- Mudir Al-Radaei
- Tawfiq Ali Mansour

1 bàn phản lưới nhà
- Biren Basnet (trong trận gặp Oman)
- Trần Hạ Xuân (trong trận gặp Turkmenistan)
- Mohannad Al-Souliman (trong trận gặp Afghanistan)
- Lâm Gia Thịnh (trong trận gặp Ấn Độ)
- Amdhan Ali (trong trận gặp Oman)
- Mohamed Faisal (trong trận gặp Palestine)
- Davron Ergashev (trong trận gặp Yemen)

Nguồn: the-afc.com 